# Cui bono?
A expressão em língua latina cui bono? — às vezes também expressa como cui prodest? — significa literalmente "a quem beneficia?", na tradução para língua portuguesa, e é usada tanto para sugerir um motivo oculto quanto para indicar que o responsável por algo pode não ser aquele que, a princípio, parece ser.  Geralmente a expressão é usada para sugerir que a pessoa ou pessoas culpadas de um crime devem estar entre aqueles que têm algo a ganhar com ele.  Aplica-se na investigação criminal, sugerindo que a descoberta de um possível interesse pode servir para descobrir o culpado do delito.
O orador romano Marco Túlio Cicero, em seu discurso Pro Roscio Amerino, seção 84, atribuiu a expressão  cui bono ao cônsul e censor romano Lúcio Cássio Longino Ravila:
| “ | L. Cassius ille quem populus Romanus verissimum et sapientissimum iudicem putabat identidem in causis quaerere solebat 'cui bono' fuisset. O famoso Lúcio Cássio, a quem o povo romano o considerava como um juiz muito honesto e sábio, tinha o hábito de perguntar frequentemente 'A quem beneficia?' | ” |

Outro exemplo do uso de cui bono por Cícero está na defesa de Milão, no Pro Milone. Ele chega a fazer referência a Cassius: "aplique-se a máxima de Cassius ".
Cui prodest? deriva das palavras pronunciadas por Medeia na tragédia homônima de Sêneca. Nos versos 500-501, ela afirma: cui prodest scelus, is fecit, isto é, "aquele que lucra com o crime foi quem o cometeu".